# 邁爾斯站 (伊利諾伊州)
邁爾斯站（英語：Miles Station）是位於美國伊利諾伊州馬庫平縣的一個非建制地區。該地的面積和人口皆未知。

## 地理
邁爾斯站的座標為39°04′10″N 89°06′26″W / 39.06944°N 89.10722°W，而該地的平均海拔高度為205米（即673英尺）。